# Достык (Алакольский район)
Досты́к (каз. Достық), ранее Дружба (до 2007 года) — село (до 2016 года — посёлок) в Алакольском районе  Жетысуской области Казахстана.
Административный центр Достыкского сельского округа. Код КАТО — 193443100.

## География
Находится примерно в 158 км к юго-востоку от центра города Ушарал в Джунгарских Воротах. Пограничная железнодорожная станция на казахстанско-китайской границе.

## История
Поселение заложено в 1956 году  в связи со строительством железной дороги из Союза ССР в Китайскую Народную Республику. 16 февраля 1960 года получило статус рабочего посёлка.
В 1969 году во время пограничного конфликта у озера Жаланашколь из населения пгт Дружба осталось две части ВС Союза ССР — погранзастава и рота ПВО.
В результате конфликта у озера Жаланашколь, рельсы железной дороги со стороны Китая были разобраны.
Два раза в неделю на вокзал пгт Дружба приходил поезд, состоящий из локомотива, почтового вагона и плацкартного вагона в сопровождении вооруженного пограничника.
Со стороны Союза ССР вдоль границы была организована линия обороны включающая линии окопов, блиндажи, бомбоубежища, ДОТы и вкопанные в землю вдоль линии обороны танки ИС-3.
Непосредственно рядом с расположением одной из РЛС ПВО находилось небольшое кладбище, с именами военнослужащих. В 1971 году Главное управление специального строительства МО СССР (ГУСС МО) сформировало 146 одсбр и направило её на строительство автодороги Актогай — Учарал — Бесколь — Коктума — Дружба, протяженностью 373,5 км.
В 1988—1989 годах было принято решение о восстановлении международного железнодорожного сообщения. С китайской стороны проводились полёты самолёта с топографическими целями.
В 1991 году через пограничный переход Дружба было открыто движение поездов. В 2007 году посёлок был переименован, как и станция, в Достык.

## Население
В 1999 году население села составляло 2688 человек (1502 мужчины и 1186 женщин). По данным переписи 2009 года в селе проживало 4698 человек (2321 мужчина и 2377 женщин).